# Масленников, Дима
Дми́трий Андре́евич (Ди́ма) Ма́сленников (род. 21 декабря 1994, Усть-Катав, Челябинская область) — российский видеоблогер, сталкер, музыкант, автор-исполнитель, ресторатор (в прошлом), телеведущий. На видеохостинге YouTube публикует видеоролики в таких жанрах, как охота за привидениями, экстрим-видео и развлечения, а также осенью 2019 года завёл влоговый канал под названием «Просто Масло». Входит в топ-12 самых богатых блогеров Ютуба в России. По версии сайта «ЧелябинскСегодня» является одним из самых известных блогеров из Челябинской области.

## Биография
Родился 21 декабря 1994 года в Усть-Катаве Челябинской области в семье физика-ядерщика Андрея Масленникова и юриста Натальи Масленниковой. Позже переехал в Москву вместе со своим братом Артёмом. Семья также перебралась в столицу. Окончил московскую школу № 1384 имени А. А. Леманского с математическим уклоном. В 2016 году окончил Финансовый университет при Правительстве РФ по специальности «финансовый инжиниринг», но в это же время понял, что это его не интересует.

### Карьера
Деятельность начал в 2014 году, тогда же создал канал на YouTube. Форматом канала выбрал обзоры, лайфхаки, а также различные мистические и экспериментальные видео.
В 2020 году был включён в список самых высокооплачиваемых блогеров России, составленный Анастасией Ляликовой из Forbes. Годовой заработок блогера составил 780 000 $.

## Участие в проектах

### 2014—2015
В 2014—2015 годах был ведущим собственного шоу «Погнали Шоу», где делился лайфхаками и рецептами. Позже, был ведущим другого шоу «101 дело».

### 2016 год
В 2016 году вышел новый проект Димы Масленникова под названием «GhostBuster», где он посещает пугающие и загадочные места, например, Ховринскую больницу на территории Москвы.

### 2018 год
В 2018 году Масленников пригласил для участия в своём проекте певца Егора Крида, где они вместе посетили заброшенный кинотеатр в Испании.

### 2020 год
В 2020 году открыл новую рубрику с названием «Экстремальные прятки». Кроме того, Масленников занимался расследованием загадочной гибели девяти туристов на склоне горы Холатчахль в Свердловской области, произошедшей в начале 1959 года. Свои исследования он опубликовал в качестве проекта «Перевал Дятлова». В нём были использованы фрагменты телесериала «Перевал Дятлова» с телеканала ТНТ, а также эксклюзивные закрытые материалы уголовного дела 1959 года, предоставленные основателем и директором общественного фонда памяти дятловцам Юрием Кунцевичем.

### 2021 год
В 2021 году Дима Масленников был приглашён на шоу «Вечерний Ургант», «Пацанки».

### 2022 год
В 2022 году принял участие в шоу «Двое на миллион» совместно с Артуром Бабичем и «Импровизация», а также стал ведущим телепередачи «Чёрный список».
В том же году провёл в качестве ведущего ежегодный международный музыкальный фестиваль «ЖАРА».

### 2023 год
В 2023 году совместно с Василием Артемьевым стал ведущим шоу «Суперниндзя» на СТС.

### 2024 год
В 2024 году стал ведущим шоу «Остров сокровищ. Знаки судьбы» на СТС.

### 2025 год
В 2025 году стал ведущим шоу «Богатырские игры» на СТС совместно с Михаилом Пореченковым и Никой Здорик. Также, выступал на VK Fest в Челябинске.

## Бизнес
В октябре 2019 года Дмитрий Масленников открыл собственный ресторан по продаже шаурмы «Здесь кто-нибудь ест?». 13 декабря 2020 года был открыт второй такой же ресторан.
По состоянию на август 2025 года оба ресторана не работают.

## Фильмография

### Роли в кино
- 2023 — Галустян+

### Дубляж
| Год  | Русское название | Оригинальное название | Роль    |
| ---- | ---------------- | --------------------- | ------- |
| 2016 | Тролли           | Trolls                | Тополёк |

### Участие в телепроектах
- 2015 — «Танцуй» (Первый канал)[26]
- 2017 — «Пусть говорят: Папа жжёт»[4]
- 2017 — «Тема. Дима Масленников» (RU.TV)[27]
- 2018 — «Где логика?»[28]
- 2019 — «Кондитер» (3 сезон)[29]
- 2020 — «Блогеры едут на море | Квест и тест-драйв китайских авто»[30]
- 2021 — «Вечерний Ургант»[17]
- 2021 — «Пацанки» (6 сезон)
- 2022–2023 — «Чёрный список» (3 сезон)
- 2022 — «Импровизация»[31]
- 2022 — «ЖАРА»
- 2022 — «Однажды в России»
- 2022 — «Вундеркинды»[32]
- 2023 — «Суперниндзя»
- 2023 — «Импровизаторы»[33]
- 2024 — «Суперниндзя. Дети»
- 2024 — «Остров сокровищ. Знаки судьбы»
- 2025 — «Богатырские игры»

## Дискография

### Синглы
| Год  | Название                  | Альбом             |
| ---- | ------------------------- | ------------------ |
| 2020 | «Здесь кто-нибудь есть?!» | Внеальбомный сингл |
| 2020 | «Ралли»                   | Внеальбомный сингл |

## Видеография
| Год  | Клип                                                                  | Режиссёр          |
| ---- | --------------------------------------------------------------------- | ----------------- |
| 2017 | Клава Кока «Я устала»                                                 | Катя Телегина     |
| 2017 | Клава Кока «Нету времени»                                             | Клава Кока        |
| 2017 | Скруджи «Рукалицо»                                                    | Алексей Голубев   |
| 2019 | «Кто ты такой?» (при уч. Слейма, ST, Глеба Калюжного и Mozee Montana) | неизвестно        |
| 2020 | Здесь кто-нибудь есть?!                                               | Leila Gus         |
| 2020 | DAVA при уч. Серёги «Чёрный бумер»                                    | Александр Романов |
| 2020 | Ольга Бузова при уч. DAVA «Снежинки»                                  | Александр Романов |

## Награды и номинации
| Год  | Премия                          | Номинация       | Результат | Прим.  |
| ---- | ------------------------------- | --------------- | --------- | ------ |
| 2019 | Glamour Influencers Awards 2019 | #glam_безграниц | Победа    | [ 36 ] |

### Рейтинги
| Год  | Издатель | Рейтинг                      | Позиция | Прим.  |
| ---- | -------- | ---------------------------- | ------- | ------ |
| 2021 | YouTube  | Топ 10: Топ авторов (Россия) | 7       | [ 37 ] |